# Li Yuanhong
Pour les articles homonymes, voir Li.
Li Yuanhong (chinois traditionnel : 黎元洪, pinyin:Lí Yuánhóng) (Huangpi, Hubei 1864 – Tianjin 1928) est un général et homme politique chinois qui officie pendant la dynastie Qing et la jeune république de Chine.
Il est le seul homme à avoir été président de la république de Chine à deux reprises de 1916 à 1917 et de 1922 à 1923.

## Jeunesse et début de carrière

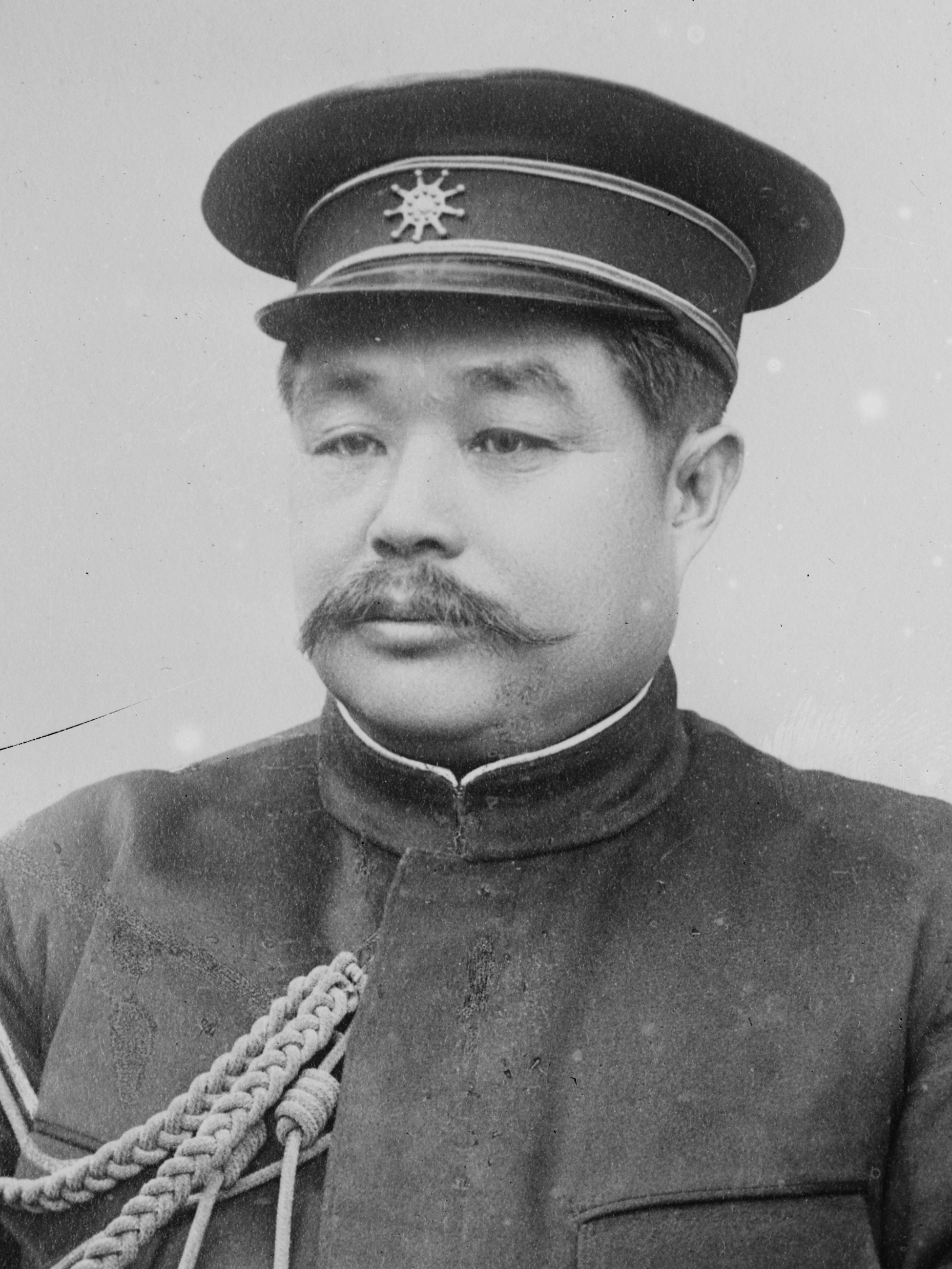
Li Yuanhong en uniforme militaire.

Il naît en 1864 au nord de Hankou dans la province du Hubei. Il est le fils d'un vétéran au service des Qing durant la Rébellion Taiping, considérée comme une des guerres civiles les plus sanglantes de l'humanité (1850–1864).
Il commence ses études dans une école privée de Tianjin en 1879. Il est ensuite diplômé de l'Académie navale de Tianjin en 1889.
Peu de temps après le déclenchement de la Guerre sino-japonaise, il sert en tant que chef ingénieur au sein du cuirassier Guangjia à Shanghai en 1894. Son cuirassier coule aux alentours de Lüshunkou ; ne sachant pas nager, il doit sa survie à sa ceinture de protection. Il passe le reste de la guerre à Lüshunkou.
Après ce tragique épisode il quitte l'armée navale et travaille en tant qu'ingénieur militaire au service de Zhang Zhidong, gouverneur général de Liang-Jiang et célèbre officiel et réformateur de la dynastie Qing.
À son service il monte rapidement en grade et devient un des principaux conseillers militaires de Zhang Zhidong. À ce titre il est envoyé au Japon pour diverses observations sur la modernisation militaire en 1897, 1899 et 1902.
En 1906, il reçoit le commandement de la nouvelle 21e Brigade mixte à Hankou. Hankou ainsi que le reste du Hubei est le théâtre d'une révolution anti-Qing durant la première décennie du XXe siècle. En 1910, il découvre que la brigade a été infiltrée par les révolutionnaires et brise la société secrète révolutionnaire des officiers. Cependant cela n'empêche pas le mouvement révolutionnaire de grandir.
Le 10 octobre 1911, un attentat à la bombe alerte la dynastie Qing de l'imminence de nouvelles révoltes. Par la suite les révolutionnaires connaissent divers succès contre les autorités. Cependant leurs propres chefs n'étaient pas présents.
Ainsi le Conseil provincial révolutionnaire nomma Li Yuanhong à sa tête, car c'est l'officier le plus gradé et sa connaissance de l'anglais en fait un interlocuteur privilégié avec les forces étrangères. 
Pourtant après sa nomination, Li n'ayant aucune sympathie pour les forces révolutionnaire part se cacher. Il est découvert caché sous le lit de sa femme et est menacé de mort. Pour éviter la mort il se rallia aux révolutionnaires.

## Ascension politique et mort
Ainsi alors que la révolution montre de plus en plus de signes de succès et connait un grand élan, Li devient un grand partisan de la révolution et du nouveau gouvernement. Il participe à la politique révolutionnaire, mais préfère rester à Hankou et demeurer gouverneur militaire du Hubei pendant que le gouvernement provisoire s'installe à Pékin. 
Après que Sun Yat-sen démissionne de son poste de président, Li est élu vice-président de la République ; après avoir négocié une trêve avec Yuan Shikai le 4 décembre 1911. Mais il refuse de déménager à Pékin.
Après l'effondrement de la seconde révolution de 1913 qui proteste contre le pouvoir autoritaire de Yuan Shikai, et l'effondrement de sa propre position en Chine centrale, il rallie Pékin après avoir succombé aux flatteries de Yuan. Il est accueilli avec les honneurs mais n'a aucun pouvoir réel.
En 1913, il fonde le Parti progressiste avec l'aide des Républicains et du Parti démocrate de Liang Qichao. Son parti soutient Yuan Shikai durant la seconde révolution. Les Progressistes sont les principaux opposants face aux Nationalistes menés par Sun Yat-sen.
Ainsi, malgré ses liens étroits avec Yuan Shikai (mariage du fils de Yuan avec la fille de Li), Li demeure un homme politique sans pouvoir et passif.
En 1916 plusieurs factions le poussent à accéder à la présidence alors que Yuan Shikai se couronne empereur. Mais il refuse par crainte de perdre la vie. Malgré sa passivité à l'égard des actions de Yuan, il refuse toujours les titres nobiliaires que lui propose celui-ci. Cette conduite lui servit pour la suite de sa carrière politique.

### Présidence 1916–1917
Après la mort de Yuan Shikai en 1916 Li devient président et ceci jusqu'au 17 juillet 1917. Mais son pouvoir est canalisé par ses premiers ministres Duan Qirui et Xu Shichang. Encore une fois il a surtout un rôle de prestige, mais ne réussit pas à résister à Duan n'ayant pas une base de pouvoir solide et de relations privilégiés avec le parlement.
Ainsi Duan et Li s'opposent sur plusieurs points : concernant l'entrée de la Chine dans la Première Guerre mondiale, alors que Li est plus hésitant que Duan, qui est pour la rupture des liens avec l'Empire allemand.
En mars 1917 Li refuse de signer un texte du gouvernement chinois qui annonce la fin des relations avec l'Allemagne, sauf s'il est précédemment accepté par le Parlement. Cela amène une lutte de pouvoir entre le président, l'Assemblée Nationale et la clique militaire Beiyang. Toutes ces luttes provoquèrent un risque de guerre civile ainsi que la restauration de la dynastie Qing par Zhang Xun.
En 1917 le vice-président Feng Guozhang se proclame président à Nankin. Le 17 juillet Li officialise son retrait et son retour à Tianjin.
Li se retire de la vie politique et vécut sereinement à Tianjin de 1917 à 1922.
En 1922 on lui propose de servir à nouveau comme président pour aider à réconcilier les fractions du Nord et du Sud. Il sert du 11 juin 1922 au 13 juin 1923, après que Cao Kun ait poussé le président Xu Shichang à démissionner.
Il accepte le poste à la condition que les armées des Seigneurs de Guerre soit démantelées. Il rappelle l'Assemblée Nationale, mais a encore moins de pouvoir que lors de son premier mandat.
Il se retire de nouveau et se rend au Japon pour subir un traitement médical.
Il retourne en Chine en 1924 et meurt après quatre années de traitement médical à Tianjin le 3 juin 1928, à l’âge de 64 ans.